# 定陶の戦い
定陶の戦いは、秦の二世皇帝2年（紀元前208年）に定陶（現在の山東省）で起きた、秦の少府の章邯と楚の義軍の戦い。秦が大勝して、楚の項梁が戦死した。

## 概略
章邯は田臧、鄧說、伍逢、蔡賜といった義軍の諸将を次々に破り、反乱を起こした楚王陳勝を直取しようとしていた。
陳勝は城父にいた時、自らの部下莊賈に背かれ殺害された。章邯は魏王の魏咎を包囲し、救援に来た田儋を敗死させて、魏咎は自殺した。章邯はさらに、斉の田栄を攻めた。
二世皇帝2年7月、楚の将軍項梁が兵を率いて北伐を敢行、田栄が援軍として来た。東阿（現在の山東省）、濮陽（現在の河南省）、定陶、城陽（山東省）、雍丘（河南省）で、章邯が連敗して孤立無援になり、相国の李斯の長子の李由（洛陽郡守）が斬殺された。連勝したことで、項梁は秦が兵士不足で恐れをなしたと見なし、無視した武将宋義は努力して戦いに備えるように建議した。
8月、章邯が朝廷から援軍を得て、猛攻を仕掛け、項梁を敗死させた。その後、更に北上して趙を攻めた。

## 参照
- 司馬遷. . .  [-61].[要文献特定詳細情報]